# Russell A. Hulse
Russel A. Hulse, född i New York i New York 28 november 1950, är en amerikansk fysiker. Han erhöll Nobelpriset i fysik 1993 med motiveringen "för upptäckten av en ny typ av pulsar, en upptäckt som öppnat nya möjligheter för studiet av gravitationen". Han delade priset med sin landsman Joseph Taylor.
Hulse tog doktorsexamen vid University of Massachusetts i Amherst 1975. Han är forskare vid Princeton University i Princeton. 
Hulse, och dennes dåvarande handledare Taylor, upptäckte den första binära pulsaren 1974. Pulsarer är snabbt roterande neutronstjärnor som sänder ut korta regelbundna pulser av radiostrålning. Oregelbundenheten i pulserna från pulsaren PSR B1913+16 fick dem att dra slutsatsen att denna pulsar hade en följeslagare i form av en annan neutronstjärna som snurrade runt i en tät bana.
Upptäckten av denna pulsar har visat sig vara av betydelse också för att den innebar att man för första gången kunde upptäcka gravitationsvågor. De två stjärnornas samverkande starka gravitationsfält påverkar frekvensen på de radiopulser som sänds ut, och Taylor och Hulse kunde visa att stjärnorna roterade allt snabbare och närmare varandra. Detta föreslogs bero på att stjärnorna förlorar energi, när de sänder ut gravitationsvågor. Detta var det första experimentella beviset på gravitationsvågors existens, sedan det föreslogs av Albert Einstein i dennes allmänna relativitetsteori.